# Gaspard de Saulx
Gaspard de Saulx-Tavannes, közismert nevén Tavannes marsall (Dijon, 1509 márciusa – Sully, 1573. június 19.) Franciaország marsallja, Burgundia és Provence kormányzója, az itáliai háborúk és a francia vallásháborúk kiemelkedő hadvezére, a katolikus párt egyik vezéralakja.

## Családja
Apai ágon régi burgundi nemesi családból származott, ami Saulx grófjaira vezette vissza eredetét. A grófi család egyik ága Arc-sur-Tille-ben, Dijon közelében telepedett meg. Érard nevű apai nagyapja (megh. 1495), Arc és Vantoux ura a dinteville-i, spoy-i és fougerolles-i Antoinette de Jaucourt-t vette feleségül. Tőlük származott Gaspard apja, Jean de Saulx, Sully bárója, Orrain és Vantoux ura, Burgundia főerdésze (grand gruyer).
Anyja, Marguerite de Tavannes családja svájci eredetű volt, a Bázeli Püspökséghez tartozó Ferrette-i grófságban lévő Tavannes-völgyből (az ún. Berni Jura francia népességű vidékéről). Anyai nagybátyja, Jean de Tavannes, Delle ura (megh. 1546) a „fekete bandák” néven ismert landsknechtek élén tüntette ki magát francia szolgálatban, így I. Ferenc király 1518-ban honosította. 1522-ben ő mutatta be Gaspard-t, húgának harmadik fiát a királyi udvarban. I. Ferenc az apródjai közé fogadta az ifjút, és kitüntető gesztusként az akaratából vette fel az ifjú Gaspard de Saulx a de Tavannes nevet is.

## Az itáliai háborúkban
Apródként vett részt az 1525-ös paviai csatában, ahol a királyhoz hasonlóan maga is V. Károly erőinek fogságába esett, de mivel nem reméltek érte váltságdíjat, hamar elengedték. 1526-ban íjász lett Jacques de Genouillac főlovászmester egyik csapatában, majd 1527-1528 során Odet de Foix-Lautrec marsall alatt szolgált Itáliában. 1529-ben a főlovászmester a kompániája zászlósává (guidon) léptette elő.
1536-ban részt vett Blaise de Monluc expedíciójában, ami a Marseille-t ostromló császári sereg legfőbb ellátóhelyeként szolgáló, a táboruktól kb. 13 kilométerre lévő aurioli malom elpusztítására irányult. A kétszáz fős csapat váratlan támadása sikerrel járt, V. Károly pedig kénytelen volt kivonni erőit Provence-ból. 1537-ben az észak-franciaországi Thérouanne védelmében vett részt.
1542 júniusában II. Károly orléans-i herceg alatt a gendarme-lovasok hadnagya lett, és részt vett a herceg Luxemburgi Hercegség ellen indított, sikeres hadjáratában. Jelen volt Damvillers, Ivoy és Luxembourg városának bevételénél 1544-ben. Abban az évben a császáriak ellen Piemontban elért ceresolei diadalban és Boulogne angolok általi ostrománál is kitüntette magát.
II. Henrik francia király alatt, 1552-ben a király német expedíciója után az ún. három püspökség területén frissen meghódított verduni helyőrség élére helyezték. Tavannes 1554-ben nagy szerepet játszott a renty-i győzelemben, vitézségéért a csatamezőn megkapta a Szent Mihály-rend nyakláncát. 1556-ban François de Guise herceg távozása után ő vette át a IV. Pál pápa megsegítésére indított sereg vezetését. 1558-ban, Thionville és Calais ostroma után a király Burgundia helytartójává (lieutenant-général) nevezte ki, amely rangot 1570-ig viselte.

## A vallásháborúkban
A francia vallásháborúk során erőteljes katolikus álláspontot képviselt az irányítása alá tartozó burgundi és Lyon-vidéki protestánsokkal szemben. Ő alapította meg Burgundiában a Szentlélek-konfraternitást, az egyik legelső, a későbbi Katolikus Liga szellemiségét megelőlegező társulatot, ami a protestantizmus elleni keresztes háborút tűzte ki céljául. Az első vallásháború lezárását követő időszakban, amikor a kormányzat viszonylag toleráns békepolitikát folytatott, 1564. májusának végén Dijonban vendégül látta az országjáró körúton lévő IX. Károlyt és Medici Katalint. Ebben az időszakban ő volt a korán hadvezéri babérokra törő ifjú Anjou-i herceg – a későbbi III. Henrik francia király – mentora.
Az 1568 nyarán kirobbant harmadik vallásháború során Poitou-ban, Pamproux-nál ő mentette meg a királyi sereget, és nagy szerepe volt az 1569. március 13-án kivívott jarnaci, valamint az ugyanez év szeptember 3-án Moncontournál aratott győzelemben. Sikereire való tekintettel IX. Károly francia király Franciaország marsalljává nevezte ki 1570. november 28-án.
Egyes források szerint az ő javaslatára tört ki 1572. augusztus 24-én a Szent Bertalan-éji mészárlás Párizsban. Ez év októberében a király Provence kormányzójává és a keleti tengerek admirálisává nevezte ki. 1573-ban halt meg saját, sully-i kastélyában. A dijoni Sainte-Chapelle-ben temették el.

## Művei, róla szóló források
Nevéhez fűződik a paillyi kastély újjáépítése Champagne-ban, valamint a sullyi kastély rekonstrukciójának megkezdése. Utóbbit özvegye fejezte be. Paillyt Guillaume, Sullyt Jean nevű fiuk örökölte meg.
Fennmaradtak levelei IX. Károly királyhoz (kiadva 1857-ben), valamint egyéb levelei (kiadva 1858). Életét harmadik fia, Jean de Saulx, Tavannes őrgrófjának (1555-1630) emlékirataiban dolgozta fel, és életrajza szerepel Gabriel-Louis Pérau hírességekről írt művében (Hommes illustres, 1743).

## Házassága, utódai
1546 decemberében, 38 évesen a befolyásos diplomata és királyi tanácsadó, François de Tournon bíboros, auch-i érsek egyik unokahúgát, a Bresse kormányzójaként tevékenykedő IV. Jean de La Baume-Montrevel gróf és Françoise de Vienne leányát, Françoise de La Baume-Montrevelt vette feleségül. Halálakor felesége a paillyi kastélyba vonult vissza, és 1611-ben, 96 évesen bekövetkezett haláláig ott élt. Öt gyermekük született:
- Jeanne de Saulx (1547–1626), 1570-től René de Rochechouart mortemart-i báró felesége;
- Henri Charles Antoine de Saulx (Dijon, 1549–1563);
- Guillaume de Saulx (1553–1633), burgundi helytartóhelyettes, dijoni bailli. Mérsékelt katolikusként IV. Henrik párthíve. 1570-ben az apját váltó burgundi helytartó, Léonor Chabot-Charny leányát, Catherine Chabot-t vette feleségül; annak 1609-as halála után Béatrix de Pontallier-vel házasodott össze. Első házasságából származott unokája, Jacques de Saulx, Tavannes grófja;
- Jean de Saulx (1555–1630), Tavannes és Ligny-le-Châtel vikomtja, Burgundia helytartója 1597-től, a Katolikus Liga fanatikus tagja. Sógornőjének hasonló nevű unokatestvérét, Catherine Chabot-t vette feleségül, aki Léonor Chabot-Charny öccsétől, François Chabot de Mirebeau-tól származott;
- Claude de Saulx (megh. 1639) 1588-tól Charles Louis de La Chambre márki, Maurienne vikomtjának felesége; 1608-tól Louis d’Ancienville-Bourdillon époisses-i márki felesége.

## Galéria
- A Saulx-ház címere
- A király saját Szent Mihály-rendi nyakláncát adja Tavannes marsallra a renty-i csata után, 1554. augusztus 12-én (Nicolas Guy Brenet festménye, 18. század, versailles-i kastély)
- Gaspard de Saulx, Tavannes ura, a Szent Mihály-rend nyakláncával. (Octave Tassaert festménye, 1835, versailles-i kastély

## Fordítás
Ez a szócikk részben vagy egészben  a   Gaspard de Saulx című francia Wikipédia-szócikk ezen változatának fordításán alapul.  Az eredeti cikk szerkesztőit annak laptörténete sorolja fel. Ez a jelzés csupán a megfogalmazás eredetét és a szerzői jogokat jelzi, nem szolgál a cikkben szereplő információk forrásmegjelöléseként.